# Gunnar Möller (militär)
Wilhelm Carl Gunnar Möller, född 2 december 1897 i Ängelholm, död 28 november 1953 i Washington, D.C., var en svensk militär och diplomat.

## Biografi
Möller blev fänrik vid Norra skånska infanteriregementet 1917 och löjtnant där 1920. Han genomgick Krigshögskolan 1923–1925 och blev kapten vid generalstaben 1930. Möller var militärt sakkunnig vid nedrustningskonferensen i Genève 1932–1934 och adjutant hos chefen för generalstaben 1934–1936. Han blev kapten vid Gotlands infanteriregemente 1936, major där 1937 och vid generalstabskåren 1938. Möller var stabschef vid militärbefälet på Gotland 1938–1940 och avdelningschef vid arméstabens organisationsavdelning 1940–1942. Han befordrades till överstelöjtnant 1941 och till överste 1942. Möller var souschef i arméstaben 1942–1944 och chef för Södra skånska infanteriregementet 1944–1947. Han blev försvarsattaché i Washington (med sidoackreditering till Ottawa) 1947. 
Möller invaldes som ledamot av Krigsvetenskapsakademien 1944. Han blev riddare av Svärdsorden 1938 och av Vasaorden 1942, kommendör av andra klassen av Svärdsorden 1946 och kommendör av första klassen 1949. Möller vilar på Ängelholms kyrkogård.